# Francesco Lanata
Francesco Lanata (* 29. August 1940 in Treviso; † 20. August 2018) war ein italienischer Diplomat.
1966 schloss er ein Studium der Rechtswissenschaft an der Universität La Sapienza ab.
Er war mit Aurelia Sini verheiratet.

## Diplomatische Karriere
1967 trat er in den auswärtigen Dienst und wurde in der Migrationsabteilung beschäftigt. Von 1971 bis 1980 war er erster Konsul in Asmara, anschließend war er Gesandtschaftssekretär erster Klasse in Brüssel. Gesandtschaftsrat in Damaskus. 1980 wurde er in der Abteilung EU beschäftigt. 1983 war er Gesandtschaftssekretär erster Klasse in Beirut, anschließend Generalkonsul in Madrid.
Von 1988 bis 19. Januar 1992 war er Botschafter in Luanda (Angola) und war gleichzeitig in São Tomé (São Tomé und Príncipe) akkreditiert.
Vom 19. Januar 1992 bis 1993 leitete er die Abteilung 7 Migration und von 1994 bis 1997 Abteilung 4.
Von 1998 bis 2005 war er Botschafter in Yaoundé (Kamerun).
1981 wurde er als Ritterkommandant in den Verdienstorden der Italienischen Republik aufgenommen.